# Валати (Њујорк)
Валати (енгл. Valatie) град је у америчкој савезној држави Њујорк.

## Демографија
По попису из 2010. године број становника је 1.819, што је 107 (6,3%) становника више него 2000. године.
| Група             | 2000.         | 2010.         |
| Белци             | 1.617 (94,5%) | 1.582 (87,0%) |
| Афроамериканци    | 16 (0,9%)     | 25 (1,4%)     |
| Азијати           | 8 (0,5%)      | 9 (0,5%)      |
| Хиспаноамериканци | 56 (3,3%)     | 186 (10,2%)   |
| Укупно            | 1.712         | 1.819         |